# Asheville
Asheville è una città degli Stati Uniti d'America, capoluogo della contea di Buncombe, nella Carolina del Nord. È la città più grande della Carolina del Nord occidentale, e continua a crescere. Al censimento del 2000 aveva una popolazione di 68 889 abitanti mentre secondo una stima del 2007 il totale è passato a 73 875. L'area metropolitana nel 2006 aveva 398 009 abitanti.

## Monumenti e luoghi d'interesse
- Biltmore Estate, residenza della famiglia Vanderbilt.

## Amministrazione

### Gemellaggi
- Karakol